# Escallonia
Genre
Classification APG III (2009)
Escallonia est un genre de 147 espèces d'arbustes ou de petits arbres appartenant à la famille des Escalloniaceae ou des Grossulariaceae selon la classification classique de Cronquist (1981). Ils sont originaires d'Amérique du Sud
Les escallonias sont couramment utilisés pour faire des haies persistantes de 1 à 2 m de haut. Ils préfèrent les zones côtières mais ne tolèrent pas les vents secs. Ils fleurissent de juin à octobre, donnant une grande masse de fleurs dégageant une odeur agréable de miel.

## Étymologie
Le nom de genre Escallonia fut donné en mémoire de José Antonio Escallón y Flórez  (1739-1819),  administrateur, médecin et botaniste espagnol qui étudia la flore  de Colombie (ex-Nouvelle-Grenade), où il découvrit la plante,.

## Liste d'espèces
Les espèces actuellement valides à Escallonia sont :
- Escallonia alpina
- Escallonia angustifolia
- Escallonia bifida
- Escallonia callcottiae
- Escallonia chlorophylla
- Escallonia cordobensis
- Escallonia discolor
- Escallonia farinacea
- Escallonia florida
- Escallonia gayana
- Escallonia herrerae
- Escallonia hispida
- Escallonia hypoglauca
- Escallonia illinita
- Escallonia laevis
- Escallonia ledifolia
- Escallonia leucantha
- Escallonia megapotamica
- Escallonia micrantha
- Escallonia millegrana
- Escallonia myrtilloides
- Escallonia myrtoidea
- Escallonia obtusissima
- Escallonia paniculata
- Escallonia pendula
- Escallonia petrophila
- Escallonia piurensis
- Escallonia polifolia
- Escallonia pulverulenta
- Escallonia resinosa
- Escallonia reticulata
- Escallonia revoluta
- Escallonia rosea
- Escallonia rubra
- Escallonia salicifolia
- Escallonia schreiteri
- Escallonia serrata
- Escallonia tucumanensis
- Escallonia virgata